# Fortunia Film
Fortunia Film è stata una casa cinematografica italiana, fondata a Roma nel 1952 da Ignazio Balsamo per la produzione e distribuzione di film.

## Gli inizi
Casa cinematografica fondata a Roma nel 1952 da Ignazio Balsamo come S.r.l. con un capitale iniziale di 100 000 lire, poi diretta da Felice Zappulla a partire dal 1955 e con un capitale di 50 milioni, con sede in via della Mercede 21.
Il primo film che produsse fu Questa è la vita del 1954, con Totò, Aldo Fabrizi, Lucia Bosè e Walter Chiari: il film incassò nei 5 anni successivi circa 226 milioni.
In cinque anni di vita la Fortunia Film produsse altri otto film, tutti di buon successo commerciale; nel 1958 l'impresa chiuse la sua attività di produzione.

## Filmografia
- Questa è la vita, regia di Aldo Fabrizi, Giorgio Pàstina, Mario Soldati e Luigi Zampa (1954)
- Accadde al commissariato, regia di Giorgio Simonelli (1954)
- Accadde al penitenziario, regia di Giorgio Bianchi (1955)
- Buonanotte... avvocato!, regia di Giorgio Bianchi (1955)
- Il mondo sarà nostro (El expreso de Andalucía), regia di Francisco Rovira Beleta (1956)
- Arrivano i dollari!, regia di Mario Costa (1956)
- Mi permette babbo!, regia di Mario Bonnard (1956)
- Italia piccola, regia di Mario Soldati (1957)
- Il marito, regia di Nanni Loy e Gianni Puccini (1958)